# 中村雅人
中村 雅人（なかむら まさと、1981年2月21日 - ）は、日本のオートレース選手。栃木県出身。28期、元船橋オートレース場所属、2016年4月より川口オートレース場所属。

## 選手データ
- プロフィール
  - 選手登録 2003年4月1日
  - 身長　159.4cm
  - 体重　48.0kg
  - 血液型　AB型
  - 趣味　マリンスポーツ

- 戦歴
  - 通算優勝回数:65回
  - グレードレース（SG,GI,GII）優勝回数:20回
  - 全国区レース優勝回数:7回（SG6回・プレミアムカップ1回）
  - SG優勝回数:6回
  - SGグランドスラム達成
  - GI優勝回数:9回
  - GII優勝回数:5回
  - 全国競走成績第1位:2回
  - 年間最多優勝選手:2回（2012年、2015年）
  - 年間最多勝利選手:1回（2015年）
  - 年間最多勝利記録:84勝（2015年）
  - 連勝記録:15連勝（史上最長、2015年6月21日～8月1日）

- 受賞歴
  - 最優秀選手賞:1回（2015年）
  - 優秀選手賞:5回
  - 特別賞:1回
  - 日刊三賞・技能賞:4回
  - 日本プロスポーツ大賞・功労賞:1回

## 略歴
- 2003年
  - 4月1日 - 選手登録。
- 2007年
  - 6月27日、GI第30回黒潮杯争奪戦（船橋オートレース場）で記念レース初優勝。当時の競走車呼名は「タイソン」。
- 2010年
  - 12月31日、SG第25回スーパースター王座決定戦（川口オートレース場）でSGレース初優勝。競走車呼名は「モンソン」。
  - この年のオートレース選手表彰にて優秀選手賞を受賞。
- 2012年
  - 6月3日、GI第56回開場記念ゴールデンレース（浜松オートレース場）でGIレース2勝目。競争車呼び名は「モンソン」。
  - 10月10日、GI第62回オート発祥記念船橋オート祭（船橋オートレース場）でGIレース3勝目。当時の競走車呼名は「モンソン」。
  - この年のオートレース選手表彰にて優秀選手賞を受賞。
- 2013年
  - 6月2日、GI第57回開場記念ゴールデンレース（浜松オートレース場）で同レース連覇。競争車呼び名は「Kモンソン」。
  - 12月31日、SG第28回スーパースター王座決定戦（川口オートレース場）で同レース2度目の優勝。競走車呼名は「Kモンソン」。
  - この年のオートレース選手表彰にて優秀選手賞を受賞。
- 2014年
  - 4月20日、GI第58回開場記念ゴールデンレース（浜松オートレース場）で同レース3連覇。競争車呼び名は「Kモンソン」。
  - 4月29日、SG第33回オールスターオートレース（川口オートレース場）優勝。競走車呼名は「Kモンソン」。
  - 11月3日、SG第46回日本選手権オートレース（飯塚オートレース場）優勝。競走車呼名は「Kモンソン」。
  - 12月22日、この年のプロスポーツ大賞表彰にて功労賞を受賞。
  - この年のオートレース選手表彰にて優秀選手賞を受賞。
- 2015年
  - 平成27年度前期適用全国選手ランクにて、自身初のS級第1位となる。
  - 5月13日、GI第38回黒潮杯争奪戦（船橋オートレース場）で同レース2度目の優勝。競争車呼び名は「Kモンソン」。
  - 5月24日、GI第59回開場記念ゴールデンレース（浜松オートレース場）で同レース4連覇。競争車呼び名は「Kモンソン」。
  - 6月21日～8月1日にかけてオートレース新記録となる１５連勝を達成。
  - 8月16日、GI第58回ダイヤモンドレース（飯塚オートレース場）で同レース初優勝。競争車呼び名は「Kモンソン」。
  - 12月21日、オートレース新記録となる年間82勝目を挙げる。※最終的には84勝まで記録を伸ばす。
  - この年のオートレース選手表彰にて最優秀選手賞を受賞。
- 2016年
  - 平成28年度前期適用全国選手ランクにて、2回目のS級第1位となる。
  - 2月14日、SG第29回全日本選抜オートレース（飯塚オートレース場）優勝。競走車呼名は「Kモンソン」。
  - 8月14日、SG第20回オートレースグランプリ（伊勢崎オートレース場）優勝。競走車呼名は「Kモンソン」。SGグランドスラムを達成。
- 2019年
  - 3月25日、特別GI共同通信社杯プレミアムカップ（山陽オートレース場）優勝。競走車呼名は「ハーンズ」。

## エピソード
高校時代はボクシング部に所属。そのため競走車にはボクシングにちなんだ名前を付けている。
近年のメイン車両モンソン号は、往年のミドル級名王者カルロス・モンソンから命名したもの。